# Stethynium nubiliceps
Stethynium nubiliceps är en stekelart som beskrevs av Girault 1931. Stethynium nubiliceps ingår i släktet Stethynium och familjen dvärgsteklar. Inga underarter finns listade i Catalogue of Life.